# Хімічне товариство Японії
Хімічне товариство Японії (яп. 公益社団法人 日本化学会, Kōeki Shadanhōjin Nihon Kagakukai) (CSJ) — наукове товариство та професійна асоціація, заснована 1878 року з метою сприяння та просування хімічних досліджень і освіти в Японії. Товариство проводить щорічні засідання в березні. Місія CSJ полягає в просуванні хімії в наукових колах і промисловості шляхом співпраці з іншими національними та глобальними товариствами.

## Історія
Засновано 1878 року двадцятьма молодими вченими, і спочатку називалося Хімічне товариство, пізніше Токійське хімічне товариство і, нарешті , Хімічне товариство Японії. У 1948 році воно об'єдналося з Товариством хімічної промисловості. 
Станом на 2022 рік товариство нараховує близько 27 000 членів. Хіроакі Суга є президентом Хімічного товариства Японії на період 2022-2023 років. 

## Журнали
CSJ видає такі журнали, зокрема:
- Bulletin of the Chemical Society of Japan (BCSJ)
- Chemistry Letters
- The Chemical Record

## Стипендіати та почесні члени
- Рольф Хьюсген (почесний член)
- Акіра Йошіно (стипендіат)

## Премія Хімічного товариства Японії та інші нагороди
З 2004 року CSJ щороку присуджує нагороду Хімічного товариства Японії п’яти-шести вченим. Нижче наведено список лауреатів 
- Жерар Ферей
- Тамедзіро Хіяма
- Хідео Хосоно
- Сусуму Кітагава
- Негісі Еїті
- Нойорі Рьодзі
- Сейдзі Шінкай
- Кенсо Соай
- Судзукі Акіра
- Масакі Сузукі
- Дзіро Цудзі
- Джун-ічі Йосіда

Крім того, вручається премія CSJ Lectureship Award  молодшим азійським хімікам (45 років і молодше) на Азійському міжнародному симпозіумі, який відбувається на щорічних загальних зборах CSJ у березні.